# Château de Marsat
Le château de Marsat est situé sur la commune de Chambon-sur-Voueize, en France.

## Localisation
Le château de Marsat est situé sur la commune de Chambon-sur-Voueize, dans le département de la Creuse, en région Nouvelle-Aquitaine. Il se trouve au lieu-dit de ce nom, à environ 3 km à vol d'oiseau au nord du bourg de Chambon.

## Description
La bâtisse est disposée en « L », orienté nord-sud.
Elle dispose de six dépendances (corps de ferme) sur son terrain. Un parc arboré (dont les lignes sont tirées à la française) s'étend au sud de la façade principale ; les jardins ont été restaurés par Albert Laprade en 1926.
Un étang se trouve à proximité, comme dans la plupart des domaines anciens.

## Historique
Au début du XVIIe siècle, la seigneurie de Marsat appartient à deux frères, René Peynot, écuyer, seigneur de Villerange, et Jean Peynot, seigneur de La Faye.
Avant la Révolution, le château a appartenu à la famille de Panévinon de Marsat. Après la Révolution, il passe par mariage aux Cousin de la Tour Fondue, puis par filiation ou adoption aux familles Le Groing de La Romagère et de Loubens de Verdalle.